# Doyle-Gletscher
Der Doyle-Gletscher ist ein Gletscher an der Graham-Küste des Grahamlands auf der Antarktischen Halbinsel. Er umfließt beiderseits den Prospect Point in westlicher Richtung.
Teilnehmer der British Graham Land Expedition (1934–1937) unter der Leitung des australischen Polarforschers John Rymill kartierten ihn. Das UK Antarctic Place-Names Committee benannte ihn 1959 nach dem britischen Schriftsteller Arthur Conan Doyle (1859–1930), Schöpfer der literarischen Figur Sherlock Holmes und erster Brite, der im März 1893 eine Tagestour im Skilanglauf absolvierte.